# Isahak Haron
Isahak Haron (ur. 18 grudnia 1940 w Teluk Kumbar) – malezyjski uczony i pedagog.
W 1963 roku ukończył studia licencjackie na Uniwersytecie Malaya (Islamic Education and Malay Study). Stopień magistra (Education) uzyskał w 1973 roku na Uniwersytecie w Sydney. W 1977 roku doktoryzował się na Uniwersytecie w Chicago.
Rozwinął problemy orientacji poznawczej w psychologii społecznej oraz metody nauczania języków obcych. Jest jednym z twórców malezyjskiej polityki edukacyjnej. Uzasadniał potrzebę nauczania wszystkich przedmiotów szkolnych w języku malajskim, sprzeciwiał się polityce nauczania matematyki i przedmiotów ścisłych w szkole podstawowej w języku angielskim (w rezultacie polityka ta została porzucona).

## Wybrana twórczość
- Kaedah mengajar bahasa Malaysia: bahan untuk kefahaman (1977)
- Mari membaca (1983)
- Pendidikan untuk keperluan abad ke-21 (1983)
- Jawi untuk pemula (1996)
- Kata Asas Bahasa Malaysia: Buku 1 (2015)